# IG Metall Jugend
Die IG Metall Jugend ist die Jugendorganisation der deutschen Gewerkschaft IG Metall und mit rund 233.000 Mitgliedern unter 27 Jahren der größte politische Jugendverband in Deutschland. Alle Menschen im Alter vom 16. bis einschließlich des vollendeten 27. Lebensjahrs gehören automatisch der IG Metall Jugend an, sobald diese in die IG Metall eintreten. Die IG Metall Jugend ist Teil der DGB-Jugend.
| Zeitraum     | Name                |
| ------------ | ------------------- |
| 1949–1950    | Günter Kudruß       |
| 1951–1957    | Richard Kohlberger  |
| 1957–1962    | Manfred Leiss       |
| 1962–1965    | Otmar Günther       |
| 1965–1968    | de facto Georg Benz |
| 1968–1973    | Horst Klaus         |
| 1973–1979    | Bernhard Wurl       |
| 1979–1990    | Horst Richter       |
| 1990–1994    | Reinhold Götz       |
| 1995–1999    | Reinhard Hahn       |
| 1999–2003    | Jan Engelhardt      |
| 2003–2008    | Michael Faißt       |
| 2008–2014    | Eric Leiderer       |
| 2015–2019    | Michael Schmitzer   |
| 2019–2024    | Stefanie Holtz      |
| 2024 - jetzt | Svenja Thelen       |

## Geschichte
Die IG Metall Jugend sieht sich in der Tradition der Arbeiterjugendbewegung und ihrer Lehrlingsvereine wie des 1904 gegründeten Vereins der Lehrlinge und jugendlichen Arbeiter Berlins. 1909 wird erstmals eine Jugendgruppe in Dresden des IG-Metall-Vorgängers Deutscher Metallarbeiter-Verband (DMV) erwähnt; 1920 errichtet der DMV ein eigenes Jugendsekretariat. Nach dem Zweiten Weltkrieg wird 1946 ein provisorischer Jugendausschuss der Gewerkschaften in der britischen Zone konstituiert. Nach mehreren Jugendkonferenzen richtet die IG Metall 1949 eine Abteilung Jugend und Berufsausbildung ein; 1950 konstituiert sich der Verbandsjugendausschuss der IG Metall.
Im Zusammenhang mit dem Engagement gegen Berufsverbote kam es auch zu der Idee, den in der DDR seit Jahren verbotenen Liedermacher Wolf Biermann 1976 in die Bundesrepublik einzuladen. Entgegen aller Erwartungen wurde die Reise erlaubt. Allerdings wurde Biermann im Zusammenhang mit seinem ersten Auftritt dort aus der DDR ausgebürgert.